# Emil Reisser
Emil Reisser (* 19. September 1878 in Walldorf (Baden); † 16. Januar 1943 in Meersburg) war ein deutscher Architekt, Baubeamter und Denkmalpfleger.

## Leben und Wirken
Emil Reisser war der Sohn eines Lehrers und studierte von 1897 bis 1903 Architektur und Kunstgeschichte in München und Karlsruhe, anschließend absolvierte er bis 1908 ein Baupraktikum. Ab 1910 leitete er im Rang eines Bauinspektors den Neubau der Heil- und Pflegeanstalt Wiesloch. Von 1911 bis 1940 leitete er als Oberbauinspektor, seit 1920 Baurat, seit 1934 Oberregierungsbaurat und Baudirektor die Bezirksbauinspektion bzw. das Bezirksbauamt Konstanz. In dieser Funktion betreute er zahlreiche öffentliche Bauten, insbesondere die Fertigstellung der Heil- und Pflegeanstalt Reichenau. Reisser setzte sich für den Erhalt von Baudenkmälern ein, etwa bei der Restaurierung des Konstanzer Münsters ab 1916 (in Zusammenarbeit mit Fritz Hirsch und Paul Motz) oder der Konstanzer Stephanskirche ab 1920. 1939 verhinderte er die Überbauung des Geländes, auf dem bis 1832 die Kirche des Klosters Petershausen gestanden hatte. Zum 1. Januar 1941 trat er aus Krankheitsgründen vorzeitig in den Ruhestand.
Bleibende Bedeutung erwarb Reisser durch seine archäologischen Ausgrabungen auf der Insel Reichenau, wo er, unterstützt von Konrad Beyerle und Joseph Sauer, von 1929 bis 1941 die ehemalige Klosterkirche und ihre unmittelbare Umgebung eingehend untersuchte. Die Grabungsergebnisse waren 1939 die Grundlage für seine von Joseph Sauer betreute Promotion an der Albert-Ludwigs-Universität Freiburg. Reissers tödliche Erkrankung und die Zeitumstände verzögerten die Veröffentlichung dieser Dissertation bis 1960. Die darin vorgeschlagene Rekonstruktion der Baugeschichte des Reichenauer Münsters wurde kritisiert; die von Alfons Zettler wiederentdeckten Grabungsunterlagen belegen jedoch die Sorgfalt der Vorarbeiten. Eine weitere bedeutende denkmalpflegerische Leistung Reissers ist die Wiederherstellung des alten Reichenauer Rathauses (heute Museum Reichenau) in den Jahren von 1938 bis 1942. Reisser verstand die Anliegen der Denkmalpflege nicht isoliert, sondern insbesondere am Bodenseeufer als Teil einer umfassenden Sorge um den Erhalt der Kultur- und Naturlandschaft. 
Reisser war kinderlos verheiratet.

## Schriften
- Die Wiederherstellung des Münsters. Vortrag. In: Konstanzer Zeitung, Jahrgang 1922, Nr. 105.
- Die Bebauung der Bodenseeufer. In: Mein Heimatland, 11. Jahrgang 1924, S. 54–58.
- Die bauliche Entwicklung und die öffentliche Bautätigkeit in der Stadt Konstanz. Vom Anfang des 19. Jahrhunderts bis zur Gegenwart. In: Paul Motz (Hrsg.): Konstanz, seine baugeschichtliche und verkehrswirtschaftliche Entwicklung. Reuss & Itta, Konstanz 1925, S. 96–113.
- Über das Irrenhaus-Bauwesen und die Heil- und Pflegeanstalt bei Konstanz. In: Paul Motz (Hrsg.): Konstanz, seine baugeschichtliche und verkehrswirtschaftliche Entwicklung. Reuss & Itta, Konstanz 1925, S. 204–229.
- Die Bodenseeufer. Ihre Schönheit und ihre Erhaltung. In: Mein Heimatland, 13. Jahrgang 1926, S. 215–235.
- Burgen und Schlösser am Untersee. In: Badische Heimat, 13. Jahrgang 1926, S. 168–194.
- Die Grabungen im Münster zu Reichenau. In: Die Denkmalpflege, Band 35 / Neue Folge Band 7 (1933), S. 163–164.
- Die Wiederherstellung des Marienmünsters auf der Reichenau. In: Deutsche Kunst- und Denkmalpflege, 9. Jahrgang 1935, S. 210–213.
- Das ehemalige Jesuitenkloster und seine Kirche. In: Das schöne Konstanz am Bodensee und Rhein, die alte Stadt im deutschen Süden, 25. Jahrgang 1938, Heft 11, S. 297–215.
- Die frühe Baugeschichte des Münsters zu Reichenau. (= Forschungen zur deutschen Kunstgeschichte, Band 37.) Berlin 1960.